# バタンガフォ
バタンガフォ（フランス語: Batangafo）は、ウハム・ファファ州のコミューン、および同名の郡。
バタンガフォ・コミューンは同州の州都で、ウハム川とファファ川の合流地点に位置する。人口は25,669人（2024年推計）。
バタンガフォ郡はバタンガフォ、Bédé、Hama、Ouassi、Bakassaの5つのコミューンから成り立つ。面積は9,407平方キロメートル、人口は92,130人（2024年推計）。

## 歴史
2009年2月20日、反政府勢力の中央アフリカ人民民主戦線が町を襲撃し、憲兵隊から武器と弾薬を、援助機関の倉庫から食料を略奪した。
2014年8月4日、近郊で軍事介入中のフランス軍およびアフリカ主導中央アフリカ共和国国際支援ミッション（MISCA）と反政府勢力セレカ間で武力衝突が発生し、フランス側は2人が死亡し、セレカはフランス側の分析によると50人が死亡したと見積もられている。翌日、市街地で両者の戦闘が再開された。数日後に当事者間で交渉が行われ、フランス軍およびMISCAは撤退し、バタンガフォはセレカの支配下に置かれた。
2018年10月31日、アンチバラカと元セレカ派の武力衝突が発生し、少なくとも15人が死亡した。
2021年1月、新設されたウハム・ファファ州の州都に選ばれた。4月12日、政府軍がバタンガフォを奪還した。

## 交通
- バタンガフォ空港（英語版）
- 国道RN4号線